# Voo Malév 240
O voo Malév 240 foi um serviço regular do Aeroporto Internacional de Budapeste Ferihegy, Hungria, para o Aeroporto Internacional de Beirute, Líbano. Em 30 de setembro de 1975, a aeronave que operava a rota, um Tupolev Tu-154 da Malév Hungarian Airlines, em sua aproximação final para o pouso, colidiu com o Mar Mediterrâneo próximo à costa do Líbano. Pensa-se que todos os cinquenta passageiros e dez tripulantes a bordo haviam morrido. Nenhuma declaração oficial foi feita sobre o acidente e sua causa nunca foi divulgada publicamente.
Em 27 de setembro de 2007, o político húngaro György Szilvásy, então Ministro dos Serviços de Inteligência Civil, escreveu uma carta a Róbert Répássy, membro do partido Fidesz no Parlamento Húngaro, declarando que os serviços civis de segurança nacional húngaros (Információs Hivatal e Nemzetbiztonsági Hivatal) haviam produzido um relatório sobre o acidente em 2003, e que o relatório afirmava que não havia documentos originais (serviço secreto) disponíveis sobre o caso. A carta de Szilvásy afirmou que o relatório permanece ultrassecreto, por razões não relacionadas ao acidente.
A emissora de televisão húngara Hír TV veiculou um documentário cobrindo o incidente. Em dezembro de 2008, a emissora neerlandesa NTR transmitiu um artigo no voo Malév 240 alegando que existe documentação fotográfica da operação de busca e resgate ou recuperação, e que quinze corpos não identificados foram recuperados.